# The Krixhjälters
The Krixhjälters var en svensk hardcore- och thrash metal-grupp som var aktiv 1982–91. Bandet debuterade med skivan The Krixhjälters 1986. Det första fullängdsalbumet, Evilution, kom 1989 och efter namnbyte till Omnitron utgavs det andra och sista fullängdsalbumet Masterpeace 1990 innan bandet upplöstes året därpå.

## Historia

### The Krixhjälters
The Krixhjälters, senare Omnitron, bildades i Stockholm 1982 av Rasmus Ekman (gitarr, sång), Pontus Lindqvist (bas, sång) och Stefan Gorini (trummor, sång), bland annat inspirerade av de amerikanska punkbanden Black Flag och Dead Kennedys. Bandnamnet skapades delvis som en parodi på konstruktionen av vissa dansbandsnamn. Bandets debutplatta, MLP:n The Krixhjälters, spelades in 1984 men gavs ut först 1986, på skivbolaget Rosa Honung. Redan 1985 släpptes dock låtarna Magic mushrooms och The guardian of society på plattan Really Fast vol 2, ett samlingsalbum med aktuella svenska punkband. 
Under en period av mitten av 80-talet var Krixhjälters mer eller mindre inaktivt. Pontus Lindqvist och Pelle Ström var då med i bandet Aggressiv, där Pontus sjöng och Pelle spelade gitarr.
Strax efter den första MLP:n spelats in, 1985, började även gitarristen Pelle Ström i bandet, Gorini slutade, och Stefan Kälfors ersatte på trummor. Gruppen skrev kontrakt med CBR Records och spelade in ännu en MLP, Hjälter Skelter (1988). På Krixhjälters tidiga inspelningar sjöngs en del låtar på svenska, men från Hjälter Skelter och framåt framförs alla texter på engelska.
Fullängdsalbumet Evilution gavs ut 1989 och bandet hann även spela in julsingeln A Krixmas Carol (1989) under det ursprungliga namnet. Denna skiva består av en gemensam låt på ena sidan och på andra sidan framför bandmedlemmarna var sin låt, med text och musik skriven av var och en, på exakt en minut vardera. 1989 var bandet också representerat med låten He Speaks på samlingsskivan The Swedish Stand, utgiven av Sinderella.

### Omnitron
Bandet turnerade både i Sverige och bland annat Danmark, Nederländerna och Tyskland, även dåvarande Östtyskland. Den växande skaran fans ute i Europa gjorde att gruppen valde att byta namn till det mer internationellt gångbara Omnitron (1990). Inspiratörer vid denna tid var band som Metallica och Slayer. Omnitron spelade då mer thrash metal än punk. 
Omnitron släppte 1990 albumet Masterpeace och medverkade samma år på samlingsalbumet The legacy - a tribute to Black Sabbath med låten Symptom of the Universe. Masterpeace gavs också ut i USA och Japan ett par år senare. Omnitrons cover på Ace of Spades, som är ett bonusspår på cd-utgåvan av Masterpeace, finns också på samlingsalbumet Motörhead Tribute från 1995.
Efter att Omnitron splittrats 1991 fortsatte Ström och Ekman med grindmetalbandet Comecon fram till 1995. Pontus Lindqvist var under några år sångare i Rubbermen och senare basist i metalbandet Enter the Hunt (2003-2006). Stefan Kälfors hittades under 90-talet i hårdrocksgruppen Gone och numera, sedan 2002, spelar han trummor i Enter the Hunt.

## Medlemmar

### Senaste medlemmar
- Rasmus Ekman – gitarr, sång (1982–1990)
- Stefan Kälfors – trummor, sång (1985–1990)
- Pontus Lindqvist – basgitarr, sång (1982–1990)
- Pelle Ström – gitarr, sång (1985–1990)

### Tidigare medlemmar
- Stefan Gorini – trummor (1985)

## Diskografi

### Demotape
Demotapen är inspelad i Basic Studios, Stockholm 1983. De tre bandmedlemmarna var då Pontus Lindqvist (bas, sång), Rasmus Ekman (gitarr, sång) och Stefan Gorini (trummor, sång).
| Sida A - "Swastika Nightmare" - "Ordinary Billy Brown" - "En punklåt" - "Elchock" | Sida B - "Djungelns lag" - "Johnny" - "Enjoy the Army" - "Beads of Blood" |  |

### Album
Under namnet The Krixhjälters
- The Krixhjälters (1986)
- Hjälter Skelter (1988)
- Evilution (1989)
- A Krixmas Carol (1989)

Under namnet Omnitron
- Masterpeace (1990)
- Sillyvization (1994) (Endast Pontus Lindquist och Rasmus Ekman)

### Deltagande på samlingsalbum
- Really Fast vol 2 (1985) : Magic mushrooms och The guardian of society
- The Swedish Stand (1989) : He Speaks
- The legacy - a tribute to Black Sabbath (1990) : Symptom of the Universe
- Motörhead Tribute (1995) : Ace of Spades